# Køge Bugt Motorvejen
Køge Bugt Motorvejen (M10) er en motorvej mellem Gl. Køge Landevej og Ølby ved Køge og er en del af europavejene E20 E47 E55
I mange år var motorvejen Danmarks mest trafikerede vejstrækning med ca. 95.000 trafikanter i døgnet i 2012. I 2019 var trafikken steget til 113.000 trafikanter i døgnet, men den er alligevel overhalet af både Motorring 3 og Amagermotorvejen.

## Udvidelse fra seks spor til otte spor
På grund af store trængselsproblemer blev vejen udvidet mellem Motorvejskryds Ishøj og Greve Syd i perioden fra december 2005 til september 2008. Mellem Motorring 4 og Greve N er der nu som det første sted i Danmark ti spor. På resten af strækningen mellem Greve N og Greve S har vejen nu otte spor. Inden indvielsen af disse ekstra spor, blev der fra blandt andre HUR udtrykt ønske om at fortsætte udvidelsen helt frem til Køge. Indtil videre er der afsat midler til en VVM-redegørelse af udbygning af strækningen fra seks til otte spor. Undersøgelsen blev gennemført i perioden 2007-2009.
Folketinget vedtog den 23. december 2009 en videre udbygning fra seks til otte spor mellem Greve S og udgreningen mellem Syd- og Vestmotorvejen (Motorvejskryds Køge). Som en første etape udvides vejen på den 8 km lange strækning mellem Greve S og Solrød S. Udvidelsen til 1,6 milliarder kroner forventedes ibrugtaget i 2015.

## Køge Bugt Motorvejen sunket i mosen
Køge Bugt Motorvejen krydser igennem et moseområde nord for Mosede Landevej afkørsel 29. 
For at understøtte vægten fra vejen blev der under anlægsarbejdet banket et meget stort netværk af betonpæle ned i den bløde jord i moseområdet. En morgen hvor vejarbejderne møder på arbejde er uheldet sket, vejen sunket ned i mosen. Det viste sig at undersøgelsen af mosen har ramt nogle bakker i mosen så den var meget dybere end først antaget. Man fik banket nogle meget længere betonpæle ned i mosen og fik lagt betonplader ovenpå så motorvejen kunne anlægges færdig.
Under udvidelsen af strækningen fra seks til otte spor mellem Mosede Landevej – motorvejskryds Ishøj er man stødt på samme problem igen. Og valget stod mellem at banke flere betonpæle ned i mosen eller prøve en alternativ løsning. 
Med tanke på de problemer man før havde haft med mosen og den næsten dobbelte vægtforøgelse, som udvidelsen gav, og som man ikke mente mosen kunne klare, satsede man i stedet på en mere simpel løsning. Man lagde flamingo (blokke af ekspanderet polystyren) ovenpå mosen i stedet for betonpælene, sådan at vejen ligger direkte oven på den bløde jord i mosen og gynger, mens flamingoen virker som en støddæmper. I Norge og Sverige har man brugt denne løsning i de sidste 30 år, når der skulle anlægges oven på et moseområde.

## Etaper
| Motorvejsetaper   | Motorvejsetaper      | Motorvejsetaper | Motorvejsetaper      | Motorvejsetaper | Motorvejsetaper | Motorvejsetaper | Motorvejsetaper |
| Fra               | Frakørsel            | Til             | Frakørsel            | Baner           | KM              | Åbningsår       | Bemærkninger |
| ----------------- | -------------------- | --------------- | -------------------- | --------------- | --------------- | --------------- | --- |
| Gl. Køge Landevej | 22                   | Søndre Ringvej  | 25                   | 8               |                 | 1980            | For at spare penge blev der anlagt fire spor i stedet for som resten af motorvejen, der har seks spor. I 2004 udvidet til seks spor.                                                                       |
| Søndre Ringvej    | 25                   | Motorring 4     | Motorvejskryds Ishøj | 8               |                 | 1972            | Ved Søndre Ringvej fortsætter motorvejen direkte i Søndre Ringvej nordgående retning, som en amerikansk afkørsel med betonsider.                                                                           |
| Motorring 4       | Motorvejskryds Ishøj | Greve N         | 27                   | 10              |                 | 1972            | Blev udvidet fra otte til ti spor den 29. september 2008 |
| Greve N           | 27                   | Greve S         | 29                   | 8               |                 | 1972            | Blev udvidet fra seks til otte spor den 29. september 2008 |
| Greve S           | 29                   | Solrød N        | 30                   | 8               |                 | 1972            | Udvidelse fra seks til otte spor indgår i trafikaftalen af 2. december 2009 |
| Solrød N          | 30                   | Solrød S        | 31                   | 8               |                 | 1973            | Strækningen blev udskudt, da der ikke kunne blive enighed om, hvordan vejen skulle krydse Køgevej, enten som bro eller tunnel. Udvidelse fra seks til otte spor indgår i trafikaftalen af 2. december 2009 |
| Solrød S          | 31                   | Ølby            | motorvejskryds Køge  | 8               |                 | 1969            | Blev anlagt sammen med en etape af Sydmotorvejen. Finansiering af udvidelse fra seks til otte spor vil blive diskuteret i 2013.                                                                            |